# Сетимо Инфериоре (Козенца)
Сетимо Инфериоре је насеље у Италији у округу Козенца, региону Калабрија.
Према процени из 2011. у насељу је живело 47 становника. Насеље се налази на надморској висини од 156 м.